# John C. Mather
John Cromwell Mather (ur. 7 sierpnia 1946 w Roanoke) – amerykański astrofizyk pracujący w Goddard Space Flight Center. W 2006 wspólnie z George'em Smootem został uhonorowany Nagrodą Nobla w dziedzinie fizyki „za odkrycie zgodności mikrofalowego promieniowania tła z modelem ciała doskonale czarnego i obserwację anizotropii tegoż promieniowania”. Był pomysłodawcą budowy satelity COBE, dzięki któremu udało się potwierdzić teorię Wielkiego Wybuchu.

## Życiorys
Licencjat uzyskał w Swarthmore College w 1968, a w 1974 – doktorat z fizyki na Uniwersytecie Kalifornijskim w Berkeley.
Mather jest starszym astrofizykiem w Centrum Lotów Kosmicznych Goddarda NASA (GSFC) w Maryland oraz adiunktem fizyki na Wydziale Nauk Komputerowych, Matematycznych i Przyrodniczych Uniwersytetu Maryland. W 2007 roku magazyn Time umieścił go na liście 100 najbardziej wpływowych osób na świecie.